# Devonshire Quarrenden
Devonshire Quarrenden es una  variedad cultivar de manzano (Malus domestica).
Se cree que surgió en Devon, pero puede haber sido originario de Francia. Primero registrado en 1678. Las frutas son dulces, crujientes y jugosas con un sabor aromático distintivo.

## Sinónimos
- "Annat Scarlet",
- "Devon Quarrenden",
- "Devonshire Red Quarrenden",
- "Devonshire Quarenden",
- "Devonshire Quarrender",
- "Devonshire Quarrington",
- "Quarrenden",
- "Quarrington",
- "Red Quarrenden",
- "Sack Apple",
- "Scarlet Pippin".

## Historia
'Devonshire Quarrenden' es una variedad de manzana, que aunque generalmente se considera una manzana de Devonshire (Reino Unido), en realidad se originó en el área de cultivo de manzanas de Carentan en Normandía (Francia) en algún momento alrededor de la década de 1660 y su nombre es una anglicanización de Carentan. John Worlidge registró a los Quarrenden como cultivados en Devon en 1676.
'Devonshire Quarrenden' se cultiva en la National Fruit Collection con el número de accesión: 1957-189 y Accession name: Devonshire Quarrenden.

## Características

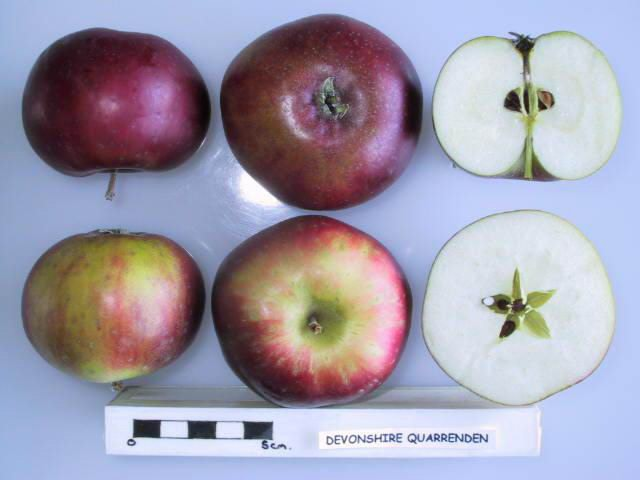
La manzana 'Devonshire Quarrenden' seccionada.

'Devonshire Quarrenden'  tiene un tiempo de floración que comienza a partir del 3 de mayo con el 10% de floración, para el 7 de mayo tiene una floración completa (80%), y para el 13 de mayo tiene un 90% caída de pétalos.
'Devonshire Quarrenden' tiene frutos de tamaño medio, con forma redondo a redondo aplanado, con una altura de 32.00mm, y con una anchura de 51.00mm; con nervaduras medio débiles, corona débil; piel lisa y brillante, color de fondo verde amarillo se muestra en la cara sombreada, el resto de la manzana está cubierta de un color púrpura, a veces ligeramente rayado, el color base también muestra a través de dónde la manzana ha sido sombreada por una rama u hoja, "russeting" (pardeamiento áspero superficial que presentan algunas variedades) ausente; cáliz es grande, parcialmente abierto y ubicado en una cuenca poco profunda y algo ancha; pedúnculo mediano y se encuentra en una cavidad profunda en forma de embudo. La carne es blanca con una marcada mancha roja, crujiente y jugosa. Buen equilibrio agridulce con sabores distintivos de fresa y frutos del bosque.
Su época de maduración y recogida a partir de mediados de agosto. No se almacena bien. Tiende a producir las mejores cosechas cada dos años, pero esto se logra al entresacar la fruta un mes después de la caída del pétalo (contrañada). Muy adecuado para el entrenamiento de espaldera. Tolera el clima lluvioso y tempestuoso.
'Devonshire Quarrenden' es el Parental-Madre de las variedades de manzanas :
- Ben's Red
- Newport Cross
- Thoday's Quarrenden
- Tydeman's Harvest
- Rosanne
- Worcester Pearmain[4]

## Usos
Esta es una manzana fresca de maduración temprana que no dura más de una semana o dos después de ser recolectada. También es bueno para la sidra y hace una salsa de manzana agridulce maravillosamente aromática.

## Ploidismo
Diploide autofértil; necesita polinizador adecuado. Grupo de polinización C. Día 10.

## Susceptibilidades
Moderadamente vigoroso, verticalmente extendido. Portadora de espuela. La piel desarrolla una sensación grasa cuando está madura y almacenada.